# Налети страха
Налети страха је 69. епизода стрип серијала Кен Паркер. Објављена је у бр. 6. едиције Кен Паркер издавачке куће System Comics у септембру 2003. године. Свеска је коштала 99 динара (1,7 $; 1,5 €). Епизоду су нацртали Ђузепе Барбати, Масимо Бартолоти, Паскале Фризенда и Иво Милацо (уз сарадњу Лауаре Зукери). Сценарио су написали Ђанкарло Берарди и Валерио Ронтини. Имала је 59 страна (pp. 3–62). За насловницу је узет један од Милацових акварела.

## Оригинална епизода
Оригинална епизода објављена је у Кен Паркер магазину бр. 9. у мају 1993. године под називом Lampi di paura. Цена свеске износила је 3.500 лира (2,35 $; 3,71 DEM).

## Кратак садржај
Након уласка на брод (SC-5), Кен долази у мало место у провинцији Манитоба (Канада). Мештани мисле да је Кен опасни револвераш, старији брат младића који је пре неколико недеља линчован због оптужби да је силовао и убио Елизабет Озборн. Пошто је једва успео да убеди мештане да није дошао због освете, Кен поново преузима улогу детектива и замало успева да докаже ко је убица.

### Кен као детектив
Иако је правилно извео закључак о доказу да је убица младића дошао из села, Кен пребрзо за убиство оптужује Елеонориног оца. Иако је у ранијим ситуацијама успевао да од почетка до краја маестрално реши неколико случаја убиства (ЛМС-433, ЛМС-502, ЛМС-734), ова грешка поново подвлачи Кенову способност да греши, што је карактеристика обичног човека.

### Паралела са епизодомНајвећи шериф
Слично као у епизоди Највећи шериф (ЛМС-433), разјарена гомила покушава да линчује убицу.